# Гънка
В геологията гънка се употребява за първоначално плосък обект, огънат под влияние на упражнено въздействие. Като гънки се разглеждат огъвания в земните пластове, при които от двете страни на зоната на прегъване пластовете пресичат една и съща повърхнина.
- Общи гънки – гънки, оформени от огъването на множество повърхнини
- Частни гънки – единични огънати повърхнини в една обща гънка

## Елементи на частни гънки
- Шарнир – линия, свързваща точки на максимална кривина.
- Инфлексна линия – линия, в която кривината на огънатата повърхнина е нулева, линия в която кривината на гънката сменя знака си.
- Бедра – участъците от огънатата повърхнина, заключени между шарнира и инфлексната линия.
- Осова равнина – равнина съвпадаща с бисектрисата на междубедрения ъгъл (разполовява ъгълът, сключен между двете бедра на гънката).
- Медианна повърхнина – повърхнината, в която лежат инфлексните линии.
- Дължина на вълната – разстояние между две едноименни инфлексни линии
- Амплитуда – разстоянието между допиратлната към шарнира на гънката и медианната повърхнина.

Съвкупността от гънки, представляващи огъване на единична повърхнина се нарича гънкова верига. В профил гънките от тази верига са симетрични, когато медианната им повърхнина е плоска и проекциите на гънковите шарнири в нея разполовяват отсечките между две съседни инфлексни линии. Осовите равнини на тези гънки са перпендикулярни на медианната повърхнина. При асиметричните гънки осовата равнина е коса спрямо медианната. Посоката на асиметрия се бележи с термина вергентност. Вергентността е обратна на посоката на потъване на осовата равнина.

## Геометрична класификация на гънки
Според големината на междубдрения ъгъл гънките биват: благи (180 – 120°), отворени (120 – 70°), затворени (70 – 30°), притиснати (30 – 10°), изоклинални (10 – 0°) и ветриловидни (негативен ъгъл).
Според положението на осовата плоскост и шарнира в пространството гънките биват изправени, наклонени, полегнали, лежащи, преобърнати и неутрални (в случаите когато шарнирът е вертикален).
Според съотношението ширина:дължина гънките се разделят на куполи (от 1:1 до 1:2), брахигънки (1:3 до 1:5), линейни гънки (1:5 до 1:20) и валове (>1:20).

## Форми и големина на гънките
В зависимост от силата на пликативните движения гънките имат различна форма, но имат и различна дължина. Те са правилни или нормални, когато двете бедра имат еднакъв наклон; наклонени, когато едното бедро е по-стръмно от другото; наведени или моноклинални, когато едното бедро е отвесно, а другото полегато. Установени са също изоклинални гънки, когато двете бедра са наклонени и са почти успоредни и полегнали, когато двете бедра са почти хоризонтални. Такава гънкова структура с антиклинали и синклинали има планината Юра, поради което подобен строеж на земната кора се нарича юротипен. У нас такъв строеж имат предпланините на Стара планина. Срещат се гънкови форми с овална форма, като ширината им е почти колкото дължината и те са известни като брахиантиклинали и брахисинклинали. При още по-силен страничен натиск в земната кора гънките полягат една върху друга, като синклиналите между тях се унищожават чрез изтискване и често пъти чрез скъсване на средното бедро. В такъв случай гънката се превръща в надхлъзнатина, а плоскостта, по която е станало хлъзгането, се нарича плоскост на надхлъзването. Тя може да бъде наклонена или хоризонтална. Развитието на две или повече надхлъзнатини, последователно надхлъзнати една върху друга, образува люспест строеж, при който отделните надхлъзнатини или силно притиснати гънки се наричат люспи. Подобен строеж имат Средна гора, южният склон на Стара планина и планините в Краище.